# Carl Heinrich von Heineken
Carl Heinrich von Heineken (ou Heinecken), né à Lübeck le 24 décembre 1706 et mort le 23 janvier 1791 à Altdöbern (Prusse) est un historien de l'art allemand. Il a été responsable de la collection royale d'Auguste III de Pologne, dont le Kupferstich-Kabinett.

## Biographie
Il est le fils de Catharina Elisabeth Heinecken, une artiste et alchimiste, et de Paul Heinecken, peintre et architecte à Lübeck, en Allemagne. Son jeune frère Christian Friedrich Heinecken (1721-1725) était un enfant prodige connu sous le surnom de « l'Infant de Lübeck ».
À partir de 1724, Heinecken étudie la littérature et le droit à l'université de Leipzig et à l'université d'Halle. Vers 1730, il devient précepteur privé. Il exerce dans un premier temps la maison de Johann Ulrich König, un poète de cour de Dresde, puis dans celle du comte Alexander von Sulkowsky.
En 1739, il devient le secrétaire privé et le bibliothécaire du comte Heinrich von Brühl, un important homme d'état et collectionneur d'art.
En 1746, le roi Auguste III de Pologne le nomme directeur de la collection royale d'estampes et de dessins. Chargé d'enrichir à la collection, il développe un vaste réseau regroupant des artistes, des érudits et des collectionneurs. Heinecken s'intéresse particulièrement à l'estampe et achète de nombreuses gravures sur bois du XVe siècle. Il acquiert également des peintures du Corrège et de Raphäel.
La guerre de Sept Ans est une période troublée pour Heinecken : en 1756, les Prussiens l'arrêtent et l'incarcèrent à la mairie de Dresde. Quelques années plus tard, il est poursuivi pour mauvaise gestion financière. Accusé de détournement de fonds, il est alors réincarcéré et démis de ses fonctions. Bien que finalement acquitté, il est obligé de quitter Dresde.
Heinecken va consacrer le reste de sa vie à écrire des livres sur l'art en allemand et en français. Il est passé à la postérité comme un expert des origines de la gravure et de l'histoire de l'estampe.
Pendant un certain temps, Heineken a possédé le château d'Altdöbern, un bâtiment baroque dans le Brandebourg, en Allemagne.

## Publications
- Idée générale d'une collection complette d'estampes, avec une dissertation sur l'origine de la gravure et sur les premiers livres d'images, Leipzig et Vienne : J. P. Kraus, 1771, 520 p — lire en ligne.
- Dictionnaire des artistes, dont nous avons des estampes avec une notice détaillée de leurs ouvrages gravés, Leipzig : J. G. I. Breitkopf, 1778-1790, 4 vol [inachevé] — Tome I [A] ; Tome II [B-Biz] ; Tome 3 [Bla-Caz] ; Tome IV [Ces-Diz].